# Gachupín
Gachupín es un etnofaulismo epónimo derivado de un apellido hidalgo español septentrional: los Cachopines, de Laredo, actual Cantabria, y popularizado en los siglos áureos como estereotipo y personaje literario representante de los hidalgos, una clase social relativamente alta caricaturizada como prepotente. También aparecen registradas las formas cachopín, guachapín, cachupín y cachupino. 

## Definiciones, origen y uso. El chapetón colombiano y peruano
El Diccionario de autoridades (1729) definía cachupín como «El Español que pasa y mora en Indias, que en el Perú llaman chapetón (alguien de cara enrojecida y no moreno). Es voz traída de aquellos países y muy usada en Andalucía y entre los comerciantes en la carrera de Indias». Desde la edición de 1780, el diccionario académico, en la misma definición de la voz "cachupín" recoge la variante con "g", entendida como americanismo «...en Indias, donde llaman gachupín» o «godo». La edición de 1925 señala que su origen etimológico es del portugués cachopo, "niño", y restringe la ubicación geográfica a la «América Septentrional»; además de recoger el asturianismo cachopo como «tronco seco de árbol». El DRAE actualmente lo deriva a cachopín.
Antonio Alatorre en 1992 explicó cómo el término fue acuñado por Jorge de Montemayor en 1557 en su obra pastoril La Diana por resultarle gracioso el cruce de formas y significados entre ese apellido elitista español y la palabra que él conocía de su portugués materno, cachopo, que significa "tocón, peñasco" y también "muchacho". 
Cervantes en El Quijote reutiliza el símil de Montemayor, consagrándolo por tanto en la literatura quizá como guiño a la obra salvada de la hoguera, además cuando se aproxima el momento en que el protagonista, condenado a abandonar la caballería andante, soñará con imitar a las novelas pastoriles.
En el siglo XVIII, el fraile Servando Teresa de Mier infirió la etimología de "gachupín" como un derivado de cactzopini, palabra náhuatl compuesta de cactli, "zapato" y tzopini, "puntiagudo", para referirse a los españoles como los que llevaban espuelas. Esta metodología etimológica (usada en la época de Servando Teresa de Mier y del Diccionario de autoridades o en anteriores –Sebastián de Covarrubias–) se considera desfasada según la filología contemporánea (desde los neogramáticos decimonónicos alemanes), porque se basa en la semejanza de las palabras y no en la evolución propiciada por los contactos fónicos, según ellos la única fuerza motriz de las evoluciones léxicas.
En la Península, la carga semántica de "gachupín" se debilitó hasta confundirse con el sonido de capuchino (fraile franciscano), para finalmente perder todo significado y desaparecer.
Mientras tanto, durante los siglos XVI y XVII la palabra se extendió con éxito en Hispanoamérica para designar al español peninsular advenedizo, en contraposición al criollo establecido. Y de ahí surge el derivado gachupinato, 'prioridad de selección de españoles sobre los criollos'. Es palabra que reflejaba el «resentimiento criollo» según Dorantes de Carranza.
La palabra arraigó con especial fuerza en México y Centroamérica con esa acepción de 'español advenedizo', se usó en lemas independentistas hispanoamericanos decimonónicos «Mueran los gachupines» y Valle-Inclán volvió a llevarla a la península en Tirano Banderas.
Es coloquialismo usado con sentido irónico o despectivo, según el contexto.
Derivados son el ya citado "gachupinato" y "cachopinito", usado por Góngora en una de sus letrillas como epíteto para el Niño Jesús:

A voz el cachopinito
cara de roza,
la palma oz guarda hermoza 
del Egito

## Ejemplos de uso
- «Mi padre es de los Cachopines de Laredo», 1559, Jorge de Montemayor, La Diana.
- «Y sea assimesmo el cachupín o rezíen venido criado en aldea» y «no hay hombre, por ignorante que sea, que luego no eche de ver quál sea cachupín y quál nacido en Indias» en 1591 J. de Cárdenas en Problemas y secretos maravillosos de las Indias dixit.
- «Aunque el mío [linaje] es de los Cachopines de Laredo, […] no le osaré yo poner con el del Toboso de la Mancha, puesto que, para decir verdad, semejante apellido hasta ahora no ha llegado a mis oídos», 1605, Cervantes en El Quijote...[14]
- «¡Viva México!, ¡Viva la Virgen de Guadalupe! ¡Mueran los Gachupines!”», grito de los habitantes del pueblo de Dolores, la noche del inicio de la lucha armada por la Independencia de México" [15]